# جان تشيتري
جان تشيتري (مواليد 8 فبراير 1917) هو ملاكم تشيكوسلوفاكي، مثّل بلاده في الألعاب الأولمبية الصيفية 1936.

## روابط خارجية
جان تشيتري على موقع أوليمبيديا (الإنجليزية)
- جان تشيتري على موقع اللجنة الأولمبية التشيكية (التشيكية)